# Gheszlagh-e Nouruzlu
Gheszlagh-e Nouruzlu – wieś w Iranie, w ostanie Azerbejdżan Zachodni, w szahrestanie Mijandoab. W 2006 roku liczyła 451 mieszkańców.